# Stara kaplica w Niepokalanowie (1927)
Stara kaplica św. Maksymiliana w Niepokalanowie – jeden z pierwszych budynków, wzniesionych pod koniec 1927 roku na terenie powstającego klasztoru Niepokalanów. Zachowana do naszych czasów dwuczęściowa kaplica drewniana, w której przed wojną modlili się zakonnicy i okoliczna ludność, pełni od 2004 roku funkcję lokalnego sanktuarium pw. św. Maksymiliana Kolbego.

## Budowa i pierwotne przeznaczenie
Tzw. stara kaplica uważana jest za jeden z najcenniejszych obiektów na terenie Niepokalanowa. Zbudowana jesienią 1927 roku, otrzymała tytuł Niepokalanego Poczęcia NMP. Ówczesny biskup warszawski Aleksander Kakowski udzielił pozwolenia, by kaplica od początku służyła zarówno zakonnikom, jak też okolicznej ludności. 12 listopada 1927 roku o. Maksymilian Kolbe odprawił pierwszą Mszę św. w nie ukończonej jeszcze kaplicy. 8 grudnia 1927 w uroczystość Niepokalanego Poczęcia Najświętszej Maryi Panny nowy klasztor poświęcił prowincjał o. Korneli Czupryk.
Kształt pierwotnej, drewnianej kaplicy przypominał odwróconą literę "L". Jej wymiary wynosiły: długość – 15 m (wraz z zakrystią), szerokość – 5,70 m, wysokość – 2,60 m. Na dwuspadowym dachu kaplicy umieszczono wieżyczkę na sygnaturkę, którą zwieńczono krzyżem. Już dwa lata później okazało się, że obiekt jest zbyt mały w stosunku do potrzeb. Liczba franciszkanów rosła, a ponieważ najbliższy kościół parafialny znajdował się w odległości 6 km, zaczynało brakować miejsca dla wszystkich ludzi przybywających na nabożeństwa.
Aby rozwiązać powstały problem, zdecydowano o powiększeniu istniejącej kaplicy. Nową część, nazwaną później dużą kaplicą, dobudowano od strony północnej. W Rycerzu Niepokalanej z lipca 1929 r. zamieszczono krótką informację na ten temat: Niepokalanów rozbudowuje się dalej. Kapliczka, znacznie większa, już na ukończeniu. Wewnątrz znalazło się miejsce dla dwóch bocznych ołtarzy (Matki Bożej i św. Franciszka). Od 1936 roku, po wybudowaniu kaplicy dla zakonników na terenie klasztoru, dotychczasowy obiekt mógł efektywniej służyć okolicznym wiernym.

## Po wojnie w nowej roli
Podczas II wojny światowej miejscowy klasztor poniósł znaczne straty w ludziach i budynkach, natomiast drewniana kaplica ocalała. Po wybudowaniu w Niepokalanowie bazyliki (1948-54) zadecydowano o częściowej zmianie przeznaczenia starej kaplicy. W większej części budynku urządzono tzw. salę pamiątek, podzieloną na sekcje: dzieciństwo i młodość Rajmunda-Maksymiliana, działalność wydawniczo-misyjna w Krakowie, Grodnie, Niepokalanowie i Nagasaki, cierpienie i śmierć w obozie koncentracyjnym, sława pośmiertna, kanonizacja i kult franciszkanina-męczennika z Auschwitz.

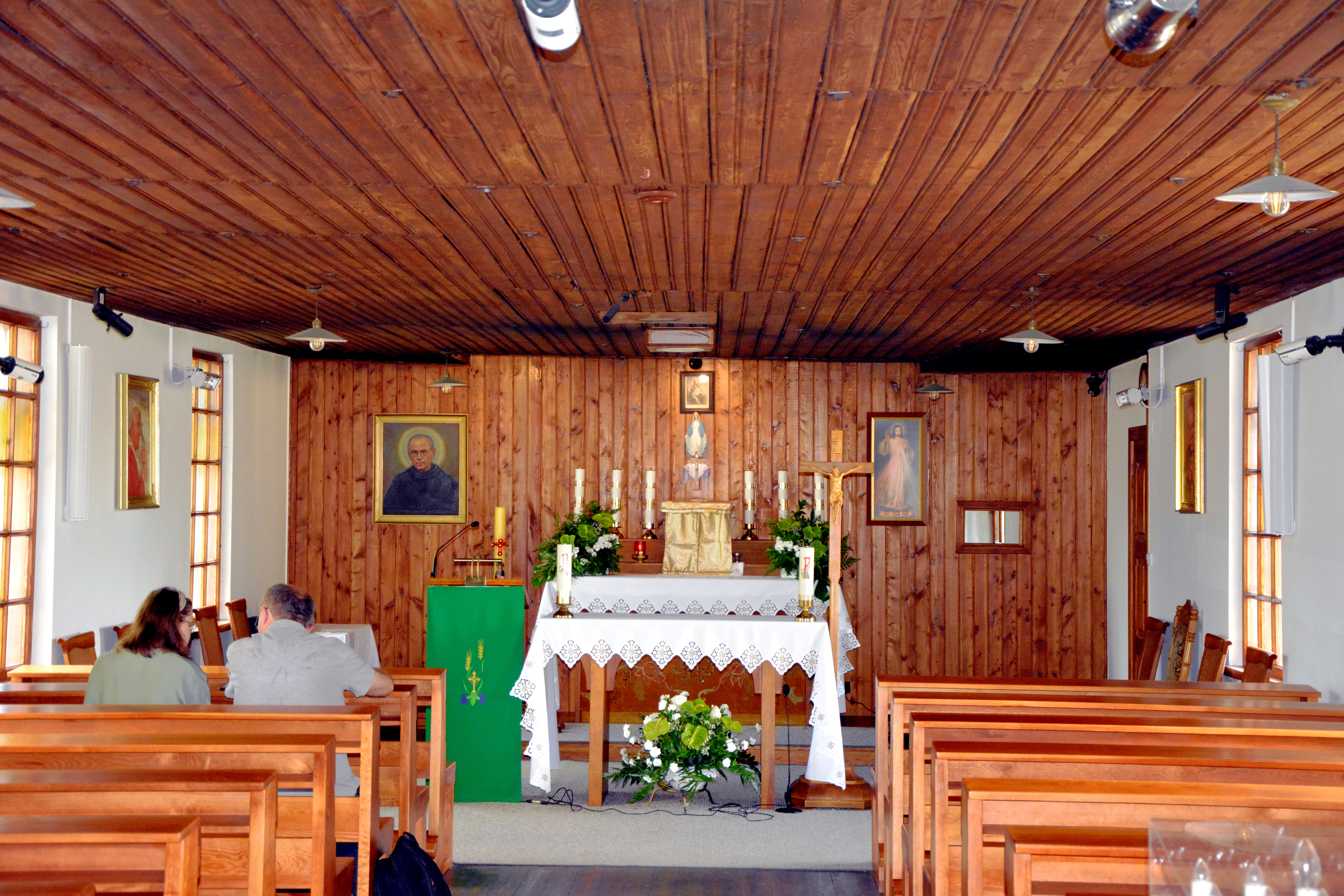
Widok na ołtarz główny kaplicy

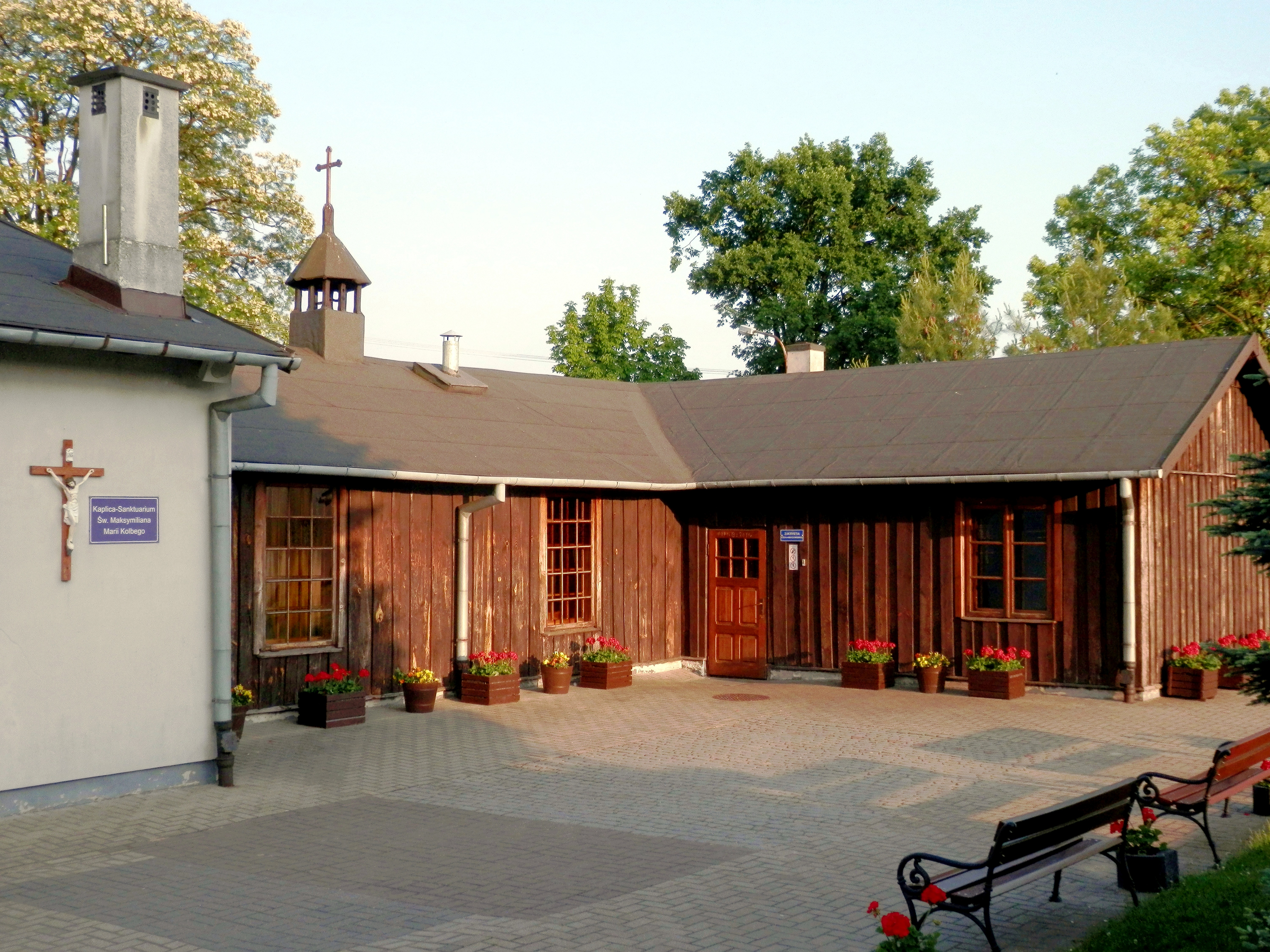
Najstarsza część z 1927 r.

Ponadto udostępniono do zwiedzania pierwszą celę zakonną, w której o. Maksymilian mieszkał w latach 1927-1930. Pomieszczenie to znajduje się między najstarszą częścią kaplicy a zakrystią, gdzie do dziś przechowuje się stare ornaty, mszał oraz ampułki, używane do Mszy św. przez o. Maksymiliana.

## Jako lokalne sanktuarium
W latach 1996–1998 obiekt doczekał się kapitalnego remontu. Po przeprowadzeniu zabiegów konserwatorskich i przy zachowaniu oryginalnego wystroju wnętrza, kaplica została ponownie otwarta dla potrzeb wiernych. 7 grudnia 1997 roku, w 70. rocznicę budowy, poświęcił ją na nowo kard. Józef Glemp. Od tej pory obiekt służył wiernym do niektórych nabożeństw oraz jako miejsce przeznaczone na modlitwę indywidualną.
25 marca 2004 roku kard. Glemp wydał dekret, na mocy którego bazylika w Niepokalanowie oraz stara kaplica pw. św. Maksymiliana zostały podniesione do rangi sanktuarium. Jednocześnie kardynał wyznaczył trzy daty odpustów, przysługujących nowemu sanktuarium: 14 sierpnia, 15 sierpnia oraz 8 grudnia. Każdorazowy przełożony Niepokalanowa miał odtąd pełnić jednocześnie funkcję kustosza tego miejsca.

## Materiały źródłowe
- Najstarszy budynek w klasztorze: kaplica-sanktuarium św. Maksymiliana w Niepokalanowie
- Claude R. Foster, Rycerz Maryi. Misja i męczeństwo św. Maksymiliana Marii Kolbego. Wydawnictwo Ojców Franciszkanów, Niepokalanów 2007, ISBN 978-83-60479-02-5.
- Miasto Niepokalanej s. 216-219, w: Rycerz Niepokalanej nr 7-8/2010, Niepokalanów, ISSN 0208-8878
- Niepokalanów: sanktuarium, parafia, aktualności na stronie archidiecezji warszawskiej
- Niepokalanów. Przewodnik, red. o. Roman Soczewka OFMConv. Wydawnictwo Ojców Franciszkanów, Niepokalanów 2021 (wydanie VI uaktualnione), ISBN 978-83-7766-219-9
- Katalog franciszkańskiej prowincji MB Niepokalanej w Polsce (Niepokalanów, s. 145-152). Wydawnictwo Michalineum, Marki 2000
- U Niepokalanej w Niepokalanowie reportaż z wizyty na terenie klasztoru